# Renato Rocketh
Renato Rocketh (Rio de Janeiro) é um baixista, cantor e compositor brasileiro.

## Carreira
Nascido em uma família de músicos, iniciou a carreira artística ainda na adolescência. Influenciado pelo irmão mais velho, Paulinho Rocketh, guitarrista que integrava a banda Vitória Régia, de Tim Maia. suas primeiras referências musicais foram Stevie Wonder, Mahavishnu Orchestra, Earth, Wind & Fire, Billy Preston, entre outros nomes da black music norte-americana. Mas foi ouvindo Stanley Clarke, Verdine White, Arnaldo Brandão (A Bolha), Antonio Pedro (Pirão, d'Os Mutantes), Nico Assumpção, Carlos Simões (mestre e amigo), Valdeci e Jamil Joanes (Banda Black Rio) que Renato, aos 12 anos de idade, decidiu o que seria para o resto de sua vida: tornar-se um baixista.
Ainda na adolescência, fez parte da banda do cantor Marcelo, participando de uma temporada com Jim Capaldi, da banda Traffic. Foi baixista da banda do cantor Byafra por 7 anos, onde excursionou por todo o Brasil. Aos 23 anos de idade, Rocketh entrou para a banda Põe Pra Fora, exclusiva da cantora Marina Lima, considerada uma das melhores bandas acompanhando artistas no Brasil, formada por Paulinho Guitarra (guitarra), Sérgio Della Monica (bateria), Jorjão Barreto (piano), Luizão Ramos (sax). Sucesso absoluto, Marina e o Põe Pra Fora alcançaram a marca de 104 shows ao ano e 450 mil cópias do disco Todas ao Vivo, gravado no Canecão em 1986. Com Marina Lima, Renato Rocketh teve a oportunidade de se lançar como compositor e cantor. A música “Uma Noite e Meia”, de sua autoria, gravada no álbum Virgem, com participação de Renato nos vocais, alcançou a marca de 550 mil cópias vendidas, ganhando disco de Platina. A canção ganhou as rádios de todo o país e tornou-se o hino do verão brasileiro até os dias de hoje, sendo regravada por vários outros artistas. “Uma Noite e Meia” foi tema para clipe do programa Fantástico, da abertura da minissérie Contos de Verão, da TV Globo, e vários comerciais para TV.
Foi baixista e arranjador da banda Feras do Caju, juntamente com Cazuza, e gravou o lendário álbum Burguesia, em 1989. Compôs duas canções em parceria com o próprio Cazuza (“Eu Quero Alguém” e “O Brasil Vai Ensinar ao Mundo”).
Em 1995, passou a fazer parte da Banda Serta, de Sandra de Sá, com quem excursionou pelo Brasil, Nova York (Brazilian Day) e Miami. Compôs a canção Lucky, título do disco lançado por Sandra de Sá em 1997, com produção de Guto Graça Mello.
Ultrapassando as fronteiras do pop, rock e soul black music, Renato Rocketh integrou a banda do sambista Martinho da Vila, com quem excursionou em Portugal em 1999.
Em seu primeiro trabalho solo, Rocketh gravou o CD Hoje, lançado pela Niterói Discos.

## Reconhecimento internacional
Seu swing inigualável e sua técnica de slap primorosa, atuando tanto no pop e soul music, como no jazz, vem encantando o público europeu, onde é chamado de super-baixista. Convidado pela cantora Vanessa Jay Mulder, Renato Rocketh excursionou com o show Soul Magic, como convidado especial na Itália, durante o verão de 2014. Além de Renato, Vanessa recebeu em seu show o guitarrista Henry Padovani, um dos fundadores da banda The Police.
Ainda na Itália, Renato Rocketh acompanhou os cantores Umberto Papadia, Luccila Vario e Maurizio Petrelli. Formou a banda de jazz instrumental Nova Bossa Nova, com os músicos italianos Alessandro Napolitano (bateria), Mirko Maria Matera (piano), onde se apresentaram em vários festivais de jazz.
Retornou para a Itália para shows em 2015, onde permaneceu durante três meses e recebeu o convite da gravadora Alfa Music, de Roma, para lançar um CD 
. O álbum Noite Carioca, lançado em 2017, foi distribuído para toda a Europa.

## Discografia
Solo
- 2017 - Noite Carioca[4]
- 2021 - Macongueira[5]

participações/créditos em outros projetos
| Ano  | Artista(s)   | Álbum                   |
| ---- | ------------ | ----------------------- |
| 1987 | Marina Lima  | Virgem                  |
| 1989 | Cazuza       | Burguesia               |
| 1990 | Sandra de Sá | Sandra!                 |
| 1991 | Cazuza       | Por Aí                  |
| 1994 | Marina Lima  | O Melhor de Marina Lima |
| 1996 | Arthur Maia  | Arthur Maia             |